# Antiemetici
Antiemetici su lijekovi protiv mučnine i povraćanja.
Kao antiemetici mogu poslužiti:
- antihistaminici (dimenhidrinat),
- propulzivi (metoklopramid),
- parasimpatolitici,
- kortikosteroidi,
- benzodiazepini
- cerijev oksalat

Antihistaminici i parasimpatolitici se najčešće koriste kod bolesti vožnje dok se kod kemoterapije i postoperativnog liječenja mučnine i povraćanja (zbog anestetika) koriste fenotiazinski antiemetik tietilperazin ili antagonisti 5-HT3 receptora kao što su ondansetron, granisetron, tropisetron i dolasetron (antagonisti serotonina)

## Antagonisti serotonina
Brojna istraživanja dokazala su važnu ulogu serotonina (5-hidroksitriptamin, 5-HT) u izazivanju mučnine i povraćanja. Receptori serotonina nalaze se u centru za povraćanje i to pogotovo 5-HT3 receptori. Blokada upravo tih receptora sprječava simptome mučnine i povraćanja. Prvi takav antiemetik bio je ondansetron, a i danas je izrazito korišten u sprječavanju povraćanja kod kemoterapije i nakon operacija. Danas postoje još i tropisetron, granisetron i dolasetron.

## Vanjske poveznice
- www.anestezija.org